# اخلاق وظیفه‌گرا

اخلاقِ وظیفه‌گرا (یا اخلاقیاتِ وظیفه‌گروانه) یکی از نظریات عمده در اخلاق هنجاری است که بر ارتباط وظیفه و اخلاقی بودن عمل تاًکید دارد. در نظر افراد معتقد به اخلاق وظیفه‌گرا، عملی اخلاقی خواهد بود که ذاتاً ویژگی اخلاقی داشته باشد، نه آنکه لزوماً نتیجه‌ای اخلاقی داشته باشد.
از این لحاظ این فلسفه ناپیامدگرا است.
به باور باورمندان به اخلاق وظیفه‌گرا، چیزی که بد است همیشه بد است حتی اگر نتیجه و پیامد آن خوب باشد، زیرا «خوب» به خودی خود وجود ندارد، تنها چیزی که ممکن است خوب باشد نیت است و این نیت خوب نشان‌دهنده پذیرش مقررات اخلاقی معینی است.
از این‌رو، اخلاق‌دانان وظیفه‌گرا برای نمونه، مخالف شکنجه هستند حتی اگر نتیجه این شکنجه دست‌یابی به اطلاعاتی باشد که جان خیلی‌ها را نجات دهد.
اخلاق کانتی نمونه‌ای از اخلاق وظیفه‌گرا است.